# Imma Be
"Imma Be" é uma canção do grupo americano Black Eyed Peas em seu álbum The E.N.D. lançado como single promocional e depois como quarto single oficial do álbum. Assim como o primeiro single oficial do álbum, "Boom Boom Pow", "Imma Be" possui batidas de dance pop, hip hop e eletro-pop.
A canção foi lançada em 19 de Maio de 2009 apenas para download digital nas lojas iTunes de Estados Unidos e Canadá, dia 17 foi lançada no Reino Unido e dia 18 na Austrália como parte de uma contagem regressiva para o lançamento do álbum, chamada de "countdown to The E.N.D." ou "contagem regressiva para "The E.N.D.", que é o lançamento de algumas canções antes do lançamento oficial do álbum em 9 de Junho de 2009. As duas outras canções lançadas nessa sequência foram "Alive" e "Meet Me Halfway". Após esses lançamentos virá o segundo single oficial do álbum "I Gotta Feeling".

## Video Clipe
O video clipe de "Imma Be" foi uma inovação da banda. Além de trazer um clipe meio futurístico e cheio de efeito especiais o videoclipe é mesclado junto com outro single "Rock That Body".
Tudo começa quando will.i.am está tentando formar alguma ideia para uma nova máquina que criaria as musicas sozinhas usando inteligência própria, mas Fergie se desentende e sai nervosa com sua moto. Ela desmaia em um deserto e ao acordar começa a tocar "Imma Be". Ela vai a uma lanchonete e will.i.am está lá quando ele dá uma carona até um ferro velho onde está apl.de.ap e Taboo. Ao lado de um grande robô, eles são transportados a uma cidade que está toda parada e desanimada é aí que começa a tocar "Rock That Body", e com uma arma de som eles botam todos a dançar ao ritmo da música. Quando acaba a música Fergie está caída ao chão e o restante da banda vai socorrê-la. Tudo o que passou foi um sonho dela até que então ela diz para will.i.am: "Acabei de ter uma ideia para um vídeo" e eles ficam confusos.

## Desempenho nas paradas musicais
Apenas como single digital, "Imma Be" estreou bem nas paradas Hot 100 da Billboard e do Canadá, nas posições 50 e 48 respectivamente.

### Posições
| Parada musical (2009)                      | Melhor posição |
| ------------------------------------------ | -------------- |
| Austrália - Parada de Singles              | 70             |
| Brasil - Hot 100 Brasil                    | 1              |
| Portugal - Portugal Singles Top 50         | 5              |
| Canadá - Hot 100                           | 5              |
| Estados Unidos - Billboard Hot 100 Singles | 1(2x)          |
| Estados Unidos - Billboard Pop 100         | 2              |
| Estados Unidos Billboard Dance Club Play   | -              |
| Estados Unidos Billboard Digital Songs     | 1(2x)          |
| Estados Unidos Billboard Radio Songs       | 4              |
| - World Singles Top 40                     | 4              |